# Pierre Joxe
Pierre Joxe (Parigi, 28 novembre 1934) è un magistrato e politico francese.

## Biografia
Era figlio di Louis Joxe (1901 - 1991), eminente diplomatico e uomo politico francese vicino al generale Charles De Gaulle, che fu ambasciatore a Mosca e ministro dell'Educazione nazionale, degli Affari algerini, della Riforma burocratica e della Giustizia. Suo nonno materno è Daniel Halévy.
Laureato in giurisprudenza, dopo gli studi all'École nationale d'administration (ENA), Pierre Joxe entra nella Corte dei conti. Nel corso degli anni Sessanta entra a far parte della cerchia di François Mitterrand, e nel 1970 è vice segretario generale della Convenzione delle istituzioni repubblicane (CIR), una formazione politica fondata dal futuro presidente della Repubblica.
Nel 1971 partecipa al congresso di Epinay, nel corso del quale François Mitterrand prende in mano il Parti Socialiste (PS). È eletto deputato all'Assemblée Nationale nel 1973, e da allora è rieletto quasi ininterrottamente fino alle elezioni legislative del 1988 incluse. Presidente della regione Borgogna dal 1979 al 1982.
Dopo l'elezione di François Mitterrand alla presidenza della Repubblica il 10 maggio 1981 è per un mese ministro dell'Industria. Capogruppo del PS all'Assemblée Nationale dal giugno 1981 al 1984. Ministro e dell'Interno e del decentramento dal 1984 al 1986. Di nuovo capogruppo dal 1986 al 1988. È ancora ministro dell'Interno dal 1988 al 1991. Dal 1991 al 1993 è ministro della Difesa. Prende il posto di Jean-Pierre Chevènement, dimessosi a causa di dissensi con il primo ministro Michel Rocard e con il presidente della Repubblica Mitterrand sulla conduzione della guerra contro l'Iraq.
Pierre Joxe si dimette dal governo il 10 marzo 1993, alla vigilia delle elezioni legislative, per essere nominato da François Mitterrand e dal governo uscente di Pierre Bérégovoy primo presidente della Corte dei conti.
Lascia la Corte dei conti nel marzo 2001, giacché è nominato dal presidente dell'Assemblée Nationale Raymond Forni membro del Consiglio costituzionale. Il suo mandato è scaduto il 12 marzo 2010. Da allora esercita la professione di avvocato, dedicandosi esclusivamente alla giustizia minorile e accettando solo incarichi di difensore d'ufficio.
È presidente del consiglio di amministrazione dell'Orchestre National de Paris.
È autore di saggi di politica.
Appassionato di musica classica, Pierre Joxe ha imparato a suonare il violoncello a 60 anni, e nel 2009 si è sposato in quarte nozze con Laurence Fradin, consigliere della Corte dei conti e membro della Cour de justice de la République (CJR).